# ريناتو سكاربا
ريناتو سكاربا (بالإيطالية: Renato Scarpa)‏ هو ممثل إيطالي، ولد في 14 سبتمبر 1939 في إيطاليا.

## أعمال

### أفلام
- (1994) ساعي البريد
- (1999) السيد ريبلي الموهوب[2][3]
- (2010) السائح[4][5]
- (2015) حكاية الحكايات

## وصلات خارجية
- ريناتو سكاربا على موقع IMDb (الإنجليزية)
- ريناتو سكاربا على موقع ألو سيني (الفرنسية)
- ريناتو سكاربا على موقع أول موفي (الإنجليزية)
- ريناتو سكاربا على موقع قاعدة بيانات الأفلام السويدية (السويدية)
- ريناتو سكاربا على موقع قاعدة بيانات الفيلم (الإنجليزية)
- ريناتو سكاربا على موقع كينوبويسك (الروسية)